# Mare de Déu de Serenyà
La Mare de Déu de Serenyà és un antic santuari romànic, ara en ruïnes, del terme municipal de Soriguera, a la comarca del Pallars Sobirà. Pertany al territori del poble d'Arcalís, dins de l'antic terme d'Estac.
Es troba al Bosquet de Saleretes, a migdia del lloc de Serenyà, en un indret de difícil accés, que únicament es pot fer a peu. És a uns 2 quilòmetres del poble d'Arcalís, seguint el camí que tradicionalment anava al poble de Malmercat, força més enlairat.